# Tupoljev Tu-22
Tupoljev Tu-22 (NATO oznaka: Blinder) je bil prvi serijsko proizvajani sovjetski nadzvočni bombnik. Zasnoval ga je biro Tupoljev, v uporabo je vstopil v 1960 in je bil v uporabi do 1990ih. Proizvedeno je bil sorazmerno malo letal, ker ni bilo pričakovanih sposobnosti, predvsem glede doleta. Tu-22 je eden od redkih sovjetskih bombnikov, ki so bili uporabljeni v bojne namene. Uporabljali so ga v vojni proti Tanzaniji, v Čadu in v iransko-iraški vojni.
Na podlagi Tu-22 so razvili Tu-22M, ki je povsem novo, zmogljivejše letalo, kljub temu, da ima podobno ime. 
Tu-22 je bil originalno zasnovan kot nadzvočni naslednik Tupoljeva Tu-16. Letalo je med razvojem imelo onako Samolët 105 (letalo 105). Prvi prototip so končali decembra 1957, prvi polet je bil 21. junija 1958 s testnim pilotom Jurijem Alašajevim. Potem so bili na voljo močnejši motorji, malo so predelali tudi aerodinamiko in tako je nastal 105A, ki je prvič poleltel 7. septembra 1959.
Prvi serijski Tu-22B so sestavili v tovarni v Kazanu in je poletel 22. septembra 1960. Sprva so mu na Zahodu dali oznako Bullshot, ki se je potem spremenila v Beauty in na koncu Blinder. Sovjeti so ga klicali Šilo.
Ob vstopu v uporabo je imel veliko težav in veliko letal je strmoglavilo. Med nadzvočno hitrostjo se je precej segrel, kar je vplivalo na vodljivost. Imel je za 100 km/h večjo pristajalno hitrost kot drugi bombniki in tendenco, da je rep zadel tla pri pristanku. To so sicer pozneje popravili, vendar je bil kljub temu med posadkami znan kot zahteven za letenje  Pilote za Tu-22 so izbirali med najboljšimi piloti, ki so prej leteli na Tu-16, vendar je bil prehod kljub temu težak. Potem so začeli izbirati pilote iz letal Su-17, za katere je bil prehod precej lažji.
Ko je Tu-22B (Blinder-A) vstopil v uporabo, se je izkazal kot letalo z omejenimi sposobnostmi glede bojnega radija, tovora in zanesljivosti. Sovjetski voditelj Nikita Hruščov je namesto tega stavil na medcelinske balistične rakete.

## Tehnične karakteristike (Tu-22R)
Podatki iz Wilson
Splošne karakteristike
- Posadka: three – pilot, navigator, orožnik
- Dolžina: 41,60 m (136 ft 5 in)
- Razpon kril: 23,17 m (76 ft 0 in)
- Višina: 10,13 m (33 ft 3 in)
- Površina kril: 162 m² (1 742 ft²)
- Naložena teža: 85 000 kg (187.000 lb)
- Maks. vzletna teža: 92 000 kg (203.000 lb)
- Pogon letala: 2 × Dobrynin RD-7M-2 turboreaktivni motor
  - Potisk motorjev (suh): rated 107,9 kN (24.300 lbf)  vsak
  - Potisk motorjev z dodatnim zgorevanjem: 161,9 kN (364.000 lbf) vsak

 Zmogljivost 
- Maks. hitrost: 1 510 km/h (938 mph, Mach 1,42)
- Doseg: 4 900 km (3.000 mi)
- Višina leta: 13 300 m (43.600 ft)
- Obremenitev kril: 525 kg/m² (107 lb/ft²)
- Razmerje potisk/teža: 0.38Oborožitev
- Topi: 1 × R-23 23 mm top v repu
- Bombe: 9.000 kg (20.000 lb) ali
- Rakete: 1 × Kh-22 (AS-4 Kitchen) manevrirna raketa